# Andrea e Michele
Andrea e Michele sono un duo di conduttori radiofonici italiani, composto da Andrea Marchesi (Cremona, 30 novembre 1973) e Michele Mainardi (Cremona, 17 maggio 1973).
Michele Mainardi, laureato in architettura presso il Politecnico di Milano, colleziona alcune esperienze come deejay al fianco di alcuni importanti esponenti della musica house come Tony Humphries, Dimitri from Paris, Bob Sinclar e Claudio Coccoluto. Andrea Marchesi, laureato in filosofia alla Università Statale di Milano, realizza la prima esperienza radiofonica nel 1993, in una radio locale di Cremona, Studioradio, dove conduce la trasmissione House Party. In seguito ha lavorato anche nella redazione della trasmissione Affari di cuore, in onda su Rai 2 e condotta da Federica Panicucci.
Come duo radiofonico, Andrea e Michele nel 2001 vengono assunti presso Radio Kiss Kiss dove conducono le trasmissioni KissMe e Discolive Club Parade. In seguito lavorano per Radio Italia Network con la trasmissione I 2 senza. Dal 2005 lavorano per Radio Deejay, dove conducono la trasmissione sportiva Due a zero; la stessa non sarà più sportiva nell'appuntamento mattutino sino all'estate 2009; dal settembre 2009 il nuovo nome del programma è Deejay 6 tu, rubrica fissa del venerdì è Alta infedeltà. Le storie più interessanti raccontate dagli ascoltatori sono state raccolte e pubblicate in un omonimo libro pubblicato nel settembre 2012.
Dall'estate 2011 conducono inoltre, nel mese di agosto in diretta da viale Ceccarini a Riccione, una trasmissione serale insieme a Domenico Nesci.
Sono comparsi anche nell'episodio "Infangare" della sit com Camera Café.
Nel mese di giugno 2011 prestano le loro voci, insieme a Giorgio Melazzi, per la realizzazione dell'Audiolibro Compendio Ragionato sull'Educazione della Natica di Alessandro Arcangelelli.
Dal settembre 2012 al giugno 2014 affiancano all'impegno mattutino un secondo appuntamento radiofonico su Radio Deejay, conducendo Non è finita (finché non è finita) la domenica sera, nella fascia tra le 18 e le 20.